# هاندلي بيج هاليفاكس
هاندلي بيج هاليفاكس  (بالإنجليزية: Handley Page Halifax)‏ هي قاذفة قنابل بأربع محركات أنتجت في 1940 ببريطانيا. من صناعة هاندلي بيج. كانت تستخدم بشكل أساسي من قبل سلاح الجو الملكي. كان أول طيران لها في 25 أكتوبر 1939. دخلت الخدمة في 13 نوفمبر 1940، انتهت خدمتها في 1961. صنع منها 6,178 طائرة.

## المستخدمون
- سلاح الجو الملكي
- سلاح الجو الملكي الكندي
- القوات الجوية الملكية الأسترالية
- سلاح جو فرنسا الحرة
- القوات الجوية الباكستانية